# Marino Faliero (opéra)
Personnages
- Marino Faliero, Doge de Venise (basse)
- Israele Bertucci, Chef de l'Arsenal (baryton)
- Fernando Faliero, neveu du Doge (ténor)
- Michele Steno, jeune patricien (basse)
- Leoni, membre du Conseil des Dix (ténor)
- Elena Faliero, épouse du Doge (soprano)
- Irena, demoiselle d'honneur d'Elena (soprano)
- Vincenzo, serviteur du Doge (ténor)
- Beltrame, sculpteur (basse)
- Pietro, gondolier (basse)
- Guido, pêcheur (basse)
- Un gondolier dans la nuit (ténor)
- Les « Signori della Notte », le Conseil des Dix, gentilshommes, chevaliers, pêcheurs, serviteurs, soldats.

Airs
- « O patrizi scellerati » (Israele) – Acte I, 1er tableau
- « Di mia patria bel soggiorno » (Fernando) – Acte I, 2e tableau
- « Tremar tu sembri e fremere » (Faliero, Israele) – Acte I, 2e tableau
- « Questa è l'ora » (Fernando) – Acte II
- « Fosca notte, notte orrenda » (Faliero) – Acte II
- « Dio clemente, ahi ! mi perdona » (Elena) – Acte III, 1er tableau
- « Santa voce al cuor mi suona » (Faliero, Elena) – Acte III, 2e tableau

Marino Faliero (parfois francisé partiellement en Marin Faliero ou complètement en Marin Falier) est une tragédie lyrique en 3 actes de Gaetano Donizetti sur un livret d'Emanuele Bidèra, créée au Théâtre italien de Paris le 12 mars 1835.

## Historique
À l'occasion d'un voyage en Italie, les deux directeurs du Théâtre des Italiens de Paris, Édouard Robert et Carlo Severini furent impressionnés par la Parisina, créée le 17 mars 1833 au Teatro della Pergola de Florence et se rapprochèrent de l’impresario Alessandro Lanari pour monter l'ouvrage à Paris. Mais ce dernier demanda une somme si élevée qu'ils renoncèrent et décidèrent de passer directement commande d'un nouvel opéra à Donizetti. Un an plus tard, au début de 1834, Gioachino Rossini, qui était devenu directeur de la musique et de la scène du Théâtre des Italiens à compter de 1824-1826, commandait un opéra à chacune des deux étoiles montantes de la jeune génération italienne : Bellini donna I puritani, qui fut créé avec un grand succès le 25 janvier 1835, tandis que Donizetti fit à cette occasion ses débuts à Paris avec Marino Faliero.
Pour le livret, Donizetti s'était d'abord adressé à Felice Romani mais, comme à son habitude, celui-ci s'était dérobé au moment d'honorer la commande et le compositeur avait dû se rabattre sur Emanuele Bidèra, qui avait été embauché par le directeur du San Carlo, Domenico Barbaja comme répétiteur de diction et à qui l'impresario donnait à arranger, et parfois à composer, quelques livrets d'opéra. Révisé par Agostino Ruffini préalablement à la création parisienne, le livret de celui-ci est basé sur une tragédie de Casimir Delavigne, créée en 1829 et elle-même inspirée d'une tragédie historique de lord Byron de 1820. Il se rattache à l'histoire de Marino Faliero, 55e doge de Venise, élu le 11 septembre 1354 et décapité dans le grand escalier du palais des Doges le 17 avril 1355 après une tentative de coup d'État contre les institutions de la sérénissime république de Venise.
Donizetti commença à travailler à la partition à Naples sans doute au début de l’été 1834, en parallèle de la composition de Maria Stuarda. Il s'embarqua à Gênes le 31 décembre après la création de Gemma di Vergy le 26 décembre à la Scala de Milan et vint terminer Marino Faliero à Paris où il arriva à temps pour assister au triomphe d’I puritani et put bénéficier des conseils de Rossini. 
La première eut lieu à la fin de la saison parisienne et, pour diverses raisons techniques, l'opéra n'eut que peu de représentations, bien qu'il ait remporté un honnête succès, sans doute moins éclatant que celui de l'ouvrage de Bellini. Il fut ensuite créé à Londres dès le 14 mai 1835 et fut froidement accueilli par le public anglais en raison, dit-on, du peu de relief du personnage féminin.
La première représentation en Italie eut lieu en 1836 au Teatro Alfieri de Florence, et fut triomphale.
L'ouvrage fut repris à Paris et à Londres. Il fut traduit en allemand, français, hongrois. Dans certains cas, cette histoire d'un chef d'État qui porte les armes contre sa patrie et finit par la maudire suscita les critiques de la censure : l’opéra devint, par exemple, Antonio Grimaldi à Presbourg ou se retrouva transposé en Turquie sous le titre Il Pascià di Scutari. La première aux États-Unis eut lieu en 1842 à La Nouvelle-Orléans, l'opéra étant repris à New York l'année suivante. 
Il eut ensuite une longue carrière sur toutes les scènes lyriques du monde au XIXe siècle, où il fut joué deux fois plus souvent qu'un opéra comme Roberto Devereux, beaucoup plus célèbre de nos jours. S'il n'entra jamais au répertoire – sauf peut-être dans quelques maisons d'opéra isolées – il n'en fut pas moins l'un des plus grands succès de Donizetti. Ses dernières représentations au XIXe siècle eurent lieu à Venise en 1888 et Florence en 1892. Il disparut alors et ne fut pas repris avant 1966 à Bergame. Depuis, il est monté de manière très occasionnelle ; quelques rares enregistrements sont disponibles. Depuis quelques années, on constate toutefois une tendance à la réévaluation de Marino Faliero dans l'ensemble de l'œuvre de Donizetti, l'intérêt particulier de la tonalité sombre de l'ouvrage et les nombreuses ruptures avec les conventions de l'époque tendant à faire oublier les faiblesses de la construction dramatique du livret.

## Distribution

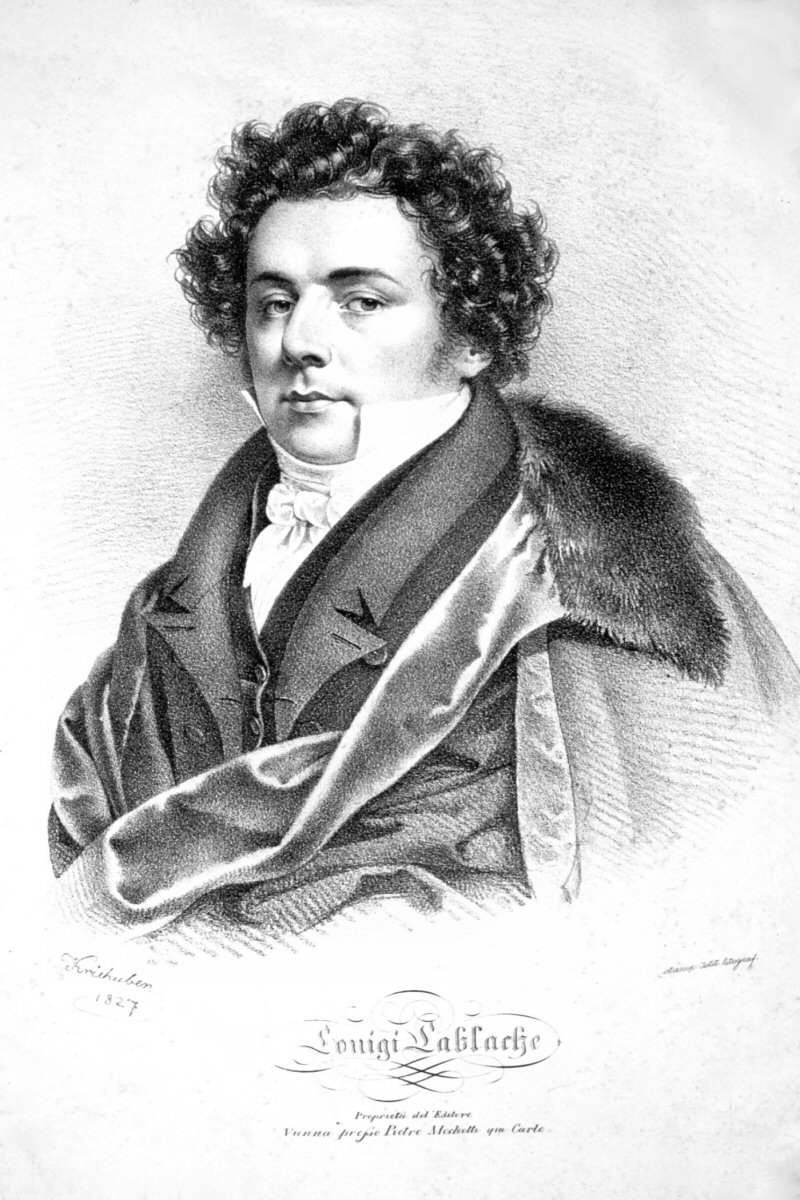
Luigi Lablache (1794-1858), créateur du rôle de Marino Faliero

| Rôle | Type de voix | Interprètes lors de la première le 12 mars 1835 (Chef d'orchestre : - ) |
| --- | ------------ | ----------------------------------------------------------------------- |
| Marino Faliero, Doge de Venise                                                                             | basse        | Luigi Lablache                                                          |
| Israele Bertucci, Chef de l'Arsenal                                                                        | baryton      | Antonio Tamburini                                                       |
| Fernando Faliero, neveu du Doge                                                                            | ténor        | Giovanni Battista Rubini                                                |
| Michele Steno, jeune patricien                                                                             | basse        |                                                                         |
| Leoni, membre du Conseil des Dix                                                                           | ténor        |                                                                         |
| Elena Faliero, épouse du Doge                                                                              | soprano      | Giulia Grisi                                                            |
| Irena, demoiselle d'honneur d'Elena                                                                        | soprano      |                                                                         |
| Vincenzo, serviteur du Doge                                                                                | ténor        |                                                                         |
| Beltrame, sculpteur                                                                                        | basse        |                                                                         |
| Pietro, gondolier                                                                                          | basse        |                                                                         |
| Guido, pêcheur                                                                                             | basse        |                                                                         |
| Un gondolier dans la nuit                                                                                  | ténor        | Nicolaï Ivanov                                                          |
| Les « Signori della Notte », le Conseil des Dix, gentilshommes, chevaliers, pêcheurs, serviteurs, soldats. |              |                                                                         |

## Argument
L'action se déroule à Venise en 1355.
La partition autographe comporte une ouverture (sinfonia) d'une durée approximative de 8 min 30. Elle commence par une sorte de martèlement grave puis fait entendre la mélodie du gondolier du deuxième acte avant que la conjuration ne soit annoncée par un thème plus vigoureux qui s’enfle en un crescendo tourmenté débouchant sur une marche puissante. 
En revanche, la partition publiée par Ricordi comporte un simple prélude de 43 mesures centré sur la chanson du gondolier. La flûte interprète le larghetto de la barcarolle du gondolier. Elle est interrompue par des accords puissants maestoso du tutti qui instaurent une atmosphère solennelle avant que la flûte, les pizzicati des cordes et de sourds roulements de timbales n'évoquent le drame qui se prépare.
De nos jours, l'ouverture est toujours jouée. Dans certains cas, l'intégralité du prélude est également donnée en préambule de l'acte I mais certaines interprétations coupent le morceau de flûte avant le maestoso pour éviter la répétition du motif de la barcarolle, présent tant dans l'ouverture que dans le prélude.

### Acte I
Durée : environ 1 h 10 min

#### Premier tableau
L’Arsenal de la république de Venise

Durée : environ 15 min
- Introduzione : Le chœur des artisans vénitiens, partisans du doge Marino Faliero, chante pour se donner du cœur à l'ouvrage. Ils racontent que les murs de la ville sont couverts d'inscriptions infamantes pour le doge et pour son épouse Elena, dont l'auteur serait un patricien, l'un de ces membres du Grand Conseil qui haïssent le doge. Dans un grand ensemble dont les accents font irrésistiblement penser à Verdi, ils entonnent l’hymne de Faliero, rappelant ses hauts faits à la bataille de Zara[10].
- Scena ed Aria nell’Introduzione : Entre Israele Bertucci, chef de l'Arsenal de Venise, partisan de Faliero qui, touché par les paroles des artisans, rappelle que lui aussi a pris part à cette bataille dont il conserve le souvenir, tandis que le chœur commente ses propos.
- Scena : Entre le patricien Steno, furieux que sa gondole ne soit pas encore prête. Il accuse les artisans de faire la grève du zèle et demande à Israele de les chasser, mais celui-ci les excuse en expliquant qu'ils sont surchargés de travail, devant réparer trente galères qui viennent d'entrer à l'Arsenal et qui ont naturellement la priorité sur les navires privés (« Primo è il servir la patria » conclut-il). Steno fait alors mine de le frapper et Israele se récrie : « Signor, io fui soldato... » (« Seigneur, j’ai été soldat… »). Steno sort en le menaçant du même châtiment que la « vil plebe ».
- Cabalette : La cabalette d'Israele O patrizi scellerati s'adresse aux patriciens arrogants et criminels. Il est rejoint par le chœur des artisans indignés par l'attitude de Steno. Elle se termine par un impressionnant aigu final par lequel le baryton domine les masses du chœur et de l'orchestre.

#### Deuxième tableau
Une petite pièce dans le palais des Doges

Durée : environ 38 min
- Preludio : D’abord sombre, le prélude s’éclaircit à l’apparition de la clarinette préparant l’atmosphère nostalgique du grand air de ténor qui ouvre le deuxième tableau.
- Scena ed Aria : Fernando a décidé de quitter sa patrie après l’outrage porté par « l’iniquo Steno » à l’honneur de la dogaresse. mais il ne peut se résoudre à dire adieu à celle qu’il aime. Le thème de la cavatine « Di mia patria bel soggiorno » est exposé par la flûte et la clarinette. L'atmosphère nostalgique et rêveuse est, disait Giuseppe Mazzini, de celles dont seul un exilé peut pleinement appréhender l'émotion. La cabalette moderato « Un solo conforto il cor mi sostiene » est précédée d'une belle introduction orchestrale. Elle monte jusqu'au contre-ré bémol, ce qui rend la distribution du rôle du ténor problématique, cette contrainte déterminant à elle seule, de nos jours, les possibilités de reprise de l'ouvrage.
- Scena e Duetto Fernando-Elena : La dogaresse Elena fait son entrée, accompagnée par un motif révélant l’agitation de son esprit. Tout d’abord, elle ne veut pas écouter Fernando, mais il la supplie avec flamme : « Tu non sai, la nave è presta / Che al cielo e a te mi toglie » (« Tu ne sais pas, paré est le navire qui m’enlève à mon ciel et à toi »). Alors qu'il ne leur reste qu'un instant avant le départ, Fernando s'écrie : « Deh ! che almeno io pianga teco / quest’istante ch’è l’estremo » (« Ah ! que je pleure au moins avec toi, cet instant qui est le dernier »). Mais Elena n'est préoccupée que par sa réputation entachée et ses paroles désolent Fernando qui aurait tant voulu la venger. Mais elle l'a dissuadé de tuer Steno. Comment peut-elle alors refuser de pleurer celui qui a voulu la venger ? Elena rétorque que sa vie n'est qu'un fleuve de larmes à cause de lui et rappelle à Fernando qu’il doit respecter le doge qui l’aime comme un fils.
- Scena e Stretta finale : Fernando est résolu à partir, et si une nouvelle arrive à Elena, dit-il, ce sera celle de sa mort. Elena, qui semble enfin réaliser ce qui se passe, lui donne un voile humide de ses pleurs, « memoria di dolor » (« souvenir de douleur ») que Fernando saisit avec exaltation. Le rythme martelé et régulier habituel aux « strette », accompagne les adieux des deux amants mais la stretta ralentit brusquement et offre un tendre passage à l’unisson, quelque peu rêveur, sur les paroles consacrées à leur « infelice amor », leur amour malheureux, procédé inhabituel mais fort efficace pour échapper un moment à la tension d’un douloureux adieu.
- Scena : Accompagné par une sonnerie des cuivres et un thème grave aux cordes, soutenu par un halètement de l’orchestre, le doge Marino Faliero fait une entrée sobre et majestueuse. Le thème se fait plaintif lorsqu’il s'aperçoit que son épouse a pleuré. Elle commence à expliquer que c’est à cause de l’inquiétude de son époux, mais celui-ci souhaite rester seul avec son neveu. Le thème sombre accompagne la sortie de la dogaresse. Fernando note le trouble de son oncle qui lui démontre l’infamie du Conseil des Dix : Steno n'est condamné qu'à une peine légère, un mois d’emprisonnement et un an d’exil. Faliero conjure Fernando de clamer cette iniquité par toute l’Italie. Fernando lui demande s’il va supporter cela. « Anzi degg'io / Questo foglio segnar; dir che di Steno / Son vendicato appieno », répond le doge (« Bien plus je dois signer cette feuille ; dire que je suis vengé pleinement ! »). Il ajoute avec ironie que le « bon » Leoni, un des Dix, l’invite à un bal, pour pousser plus loin la raillerie et demande à Fernando de se préparer pour le bal. Un serviteur demande une brève audience au nom de Israele Bertucci, à ce nom, le doge repense à la dernière offense de Steno dont il a connaissance. Il se demande pendant combien de temps le perfide verra sa perversité impunie.
- Scena e Duetto : Israele demande justice au doge. Mais, rétorque le doge, comment pourrait-il rendre justice, puisqu’on la refuse à lui-même ? Israele considère alors qu’il n’y a plus que le parti des armes.
  - Moderato : Grave, le doge explique qu’un homme éliminé sera remplacé par mille mais Bertucci répond que mille braves sauront punir Steno et sauver la patrie. Le doge trouve ces paroles mystérieuses et l’invite à s’expliquer. Israele demande alors : « Al doge ? od a Faliero ? » (« Au doge ou à Faliero ? ») Faliero répond : « Sparve il doge. » (« Le doge a disparu. ») Israele révèle alors l’existence d’une conspiration. Faliero voit bien la détermination d’Israele mais lui dit que la rage de son cœur ne suffit pas pour sauver Venise. Israele parle d’autres méfaits des nobles ayant coûté bien des larmes aux Vénitiens avant d'évoquer la honte infligée au doge lui-même tandis qu'un crescendo de l’orchestre souligne la dignité outragée de Faliero.
  - Larghetto : C’est le moment décisif du duo, le doge se parle à lui-même de haine, de vengeance et frémit à l’idée de faire tomber le pouvoir des tyrans. En même temps, Israele note tous ces sentiments qui passent sur le grave visage de Faliero et le mouvement du magnifique larghetto se fait ondoyant, tandis que leurs voix s’unissent. Le larghetto atteint peu à peu son apogée, dans une montée typiquement donizettienne, soulignée par la flûte.
  - Tempo di Mezzo Allegro moderato e Stretta (Cabaletta) Moderato : Israele demande au doge s’il a décidé. Faliero répond par un ordre : ce soir, au bal de Leoni, Israele lui révélera le nom de ses chefs, mais celui-ci rétorque : « Non sperar che un nome sveli / Finché il tuo non è il primier. » (« N’espère pas que je révèle un seul nom / tant que le tien n’est pas le premier. ») Le doge trouve la déclaration osée mais Israele, loin de se démonter, rétorque qu’il a osé bien plus en combattant à ses côtés et il a alors ces paroles décisives : « O Faliero, ov'è il tuo brando / Che salvò la patria allor ? / Anche adesso un brando implora... » (« O Faliero, où est ton épée / Qui alors sauva la patrie ? / Maintenant aussi, elle implore une épée… »). La réponse du doge est spontanée, pleine de ferveur : « Si. Avrà quello di Falier. » (« Oui : elle aura celle de Faliero. »). C’est l’attaque vigoureuse, marquée, de la stretta enflammée : « Trema, o Steno, tremate superbi » (« Tremble, ô Steno, tremblez orgueilleux »). Confondant outrage privé et souffrances publiques, le doge, rallié par son ami Israele Bertucci, entre énergiquement dans la conjuration contre la tyrannie des Dix. Le souffle d’une même vengeance lavera les injustices dans le sang des patriciens. Ce duo, Tremar tu sembri e fremere, rappelle suffisamment celui des Puritains (« Suoni la tromba ») pour que certains se soient demandé s'il n'avait pas été composé après que Donizetti ait entendu l'ouvrage de Bellini. Il trouve pourtant des accents verdiens avant la lettre qui sont totalement absents de la musique, plus conventionnelle, de Bellini.

#### Troisième tableau
Une petite pièce conduisant à une vaste salle de bal dans le palais Leoni

Durée : environ 16 min
- Scena. Les cordes introduisent l’atmosphère feutrée de la scène, discrètement soulignée par les contrebasses. Le patricien Leoni donne des directives à ses serviteurs pour recevoir le doge avec faste. Entre alors Steno, bravant la sentence d'exil à la stupéfaction de Leoni[11]. Steno avoue aimer la dogaresse mais la haine est plus forte que l’amour[12]. Leoni lui enjoint la prudence car le doge arrive. Steno remet son masque et se fond parmi les nobles invités dans la salle de bal. Un énergique accord de l’orchestre introduit le début de la fête et le joyeux chœur des invités accueille gracieusement Faliero, que l’on voit effectivement traverser la salle de bal accompagné de Fernando.
- Scena della Congiura : Quelques accords mystérieux et furtifs nous transportent au cœur de la conjuration, mais aussitôt après, la musique des danses, aux accents vaguement anciens, se fait entendre et va accompagner toute la scène de conspiration, formant un contraste ironique avec le récit d'Israele Bertucci, entré par une porte latérale, qui explique au doge les ressorts de la conjuration. Faliero est frappé par le nombre des conjurés parmi lesquels un pêcheur « Pauvre en or mais chargé de haine pour les scélérats. » (« Povero d'oro e carco/ D'odio pe' rei. »), un gondolier car « avec cent autres sur leur proue, ils seront les premiers à entonner le chant de la victoire » (« Con altri cento assiso in sulla prora, / Ei scioglierà primiero / Un canto a libertade ») et le sculpteur florentin Beltrame, au nom « funeste », note Israele (« Funesto nome è questo ! »[13]). La musique et les danses cessent, Israele se retire. Resté seul, le doge s’apostrophe : « O superbo Faliero, a chi t’inchini / per ricercar vendetta ! » (« Ô superbe Falier, vers qui t'abaisses-tu pour rechercher la vengeance ? »[14]). Il poursuit : « orrido ludo / comincerò del mio feretro accanto, / ove tutto finisce ?... » (« Quel jeu horrible vais-je commencer, à côté de mon sépulcre / où tout finit ? »). Le délicat accompagnement de cette scène de réflexion intense, tisse une atmosphère amère et soucieuse évoquant curieusement celle de certains passages de Simon Boccanegra[15]. Le doge en est là de sa profonde réflexion, quand une musique agitée accompagne l’entrée d'Elena, éperdue. Un mystérieux personnage masqué l’a suivie et harcelée. Le doge est stupéfait de tant d'audace. Un dialogue animé entre Fernando et Israele, placés entre les deux salles, nous apprend que le masque impertinent n'est autre que Steno. Le doge le prend comme une offense personnelle. Les deux Faliero se dressent vers la salle mais Elena et Israele tentent de les retenir.
- Finale primo :
  - Scena e Largo concertato : C’est à ce moment que commence le magnifique finale, parfaitement représentatif de la manière du compositeur. Israele conseille au doge de se contenir, sinon il fera le jeu de Leoni en éclatant après cette nouvelle offense. Faliero comprend mais on voit bien que son désir de vengeance n’en est que plus farouche. Fernando parle également de vengeance à Elena, mais il s’agit d’une vengeance privée, à l’encontre de Steno. Elena est désolée de voir ce sentiment négatif s’emparer de Fernando alors qu’un seul de ses regards commandait à son cœur et le conjure de calmer sa fureur s’il ne veut pas la voir mourir.
  - Scena e Stretta finale : Un personnage masqué fait son entrée au milieu du « clan » Faliero qui a tôt fait de l’identifier : Steno. Son mépris lui vaut une provocation en duel de la part de Fernando, cette nuit même, derrière l’église San Giovanni. Tous attaquent d’emblée la stretta houleuse : en réponse à la morgue de Steno, Fernando déclare confier à son épée, la justice qu’on leur refuse. Elena comprend que le sort en a décidé et découvre avec angoisse comme leur « regard troublé / respire le sang et la mort » (« Il guardo torbido / spira sangue e morte spira »). Inversement à ce qu’il se passait dans le concertato, Israele déplore la patience de Faliero et se contient à grand-peine : « Que les tyrans périssent enfin, / ou Venise périra. » (« O i tiranni alfin periscano, / o Venezia perirà. ») Faliero, l’appelant par le grand nom d’ami, lui dit de dédier sa fureur au « grand dessein » (« serba l'ire al gran disegno »), car à ce moment commencera la « véritable liberté » (« la verace libertà »).  Le chœur des invités appellent aux danses, et l’on s’attend à une reprise da capo de la stretta, mais Donizetti suspend curieusement ce retour dramatique par un passage lent et comme chuchoté. Chacun y reprend ses pensées (fier défi pour Fernando-Steno, froide vengeance pour Faliero-Israele, angoisse pour Elena) mais se déclare prêt à retourner au bal, comme pour donner le change. Exacerbée, la stretta reprend effectivement ensuite.

### Acte II

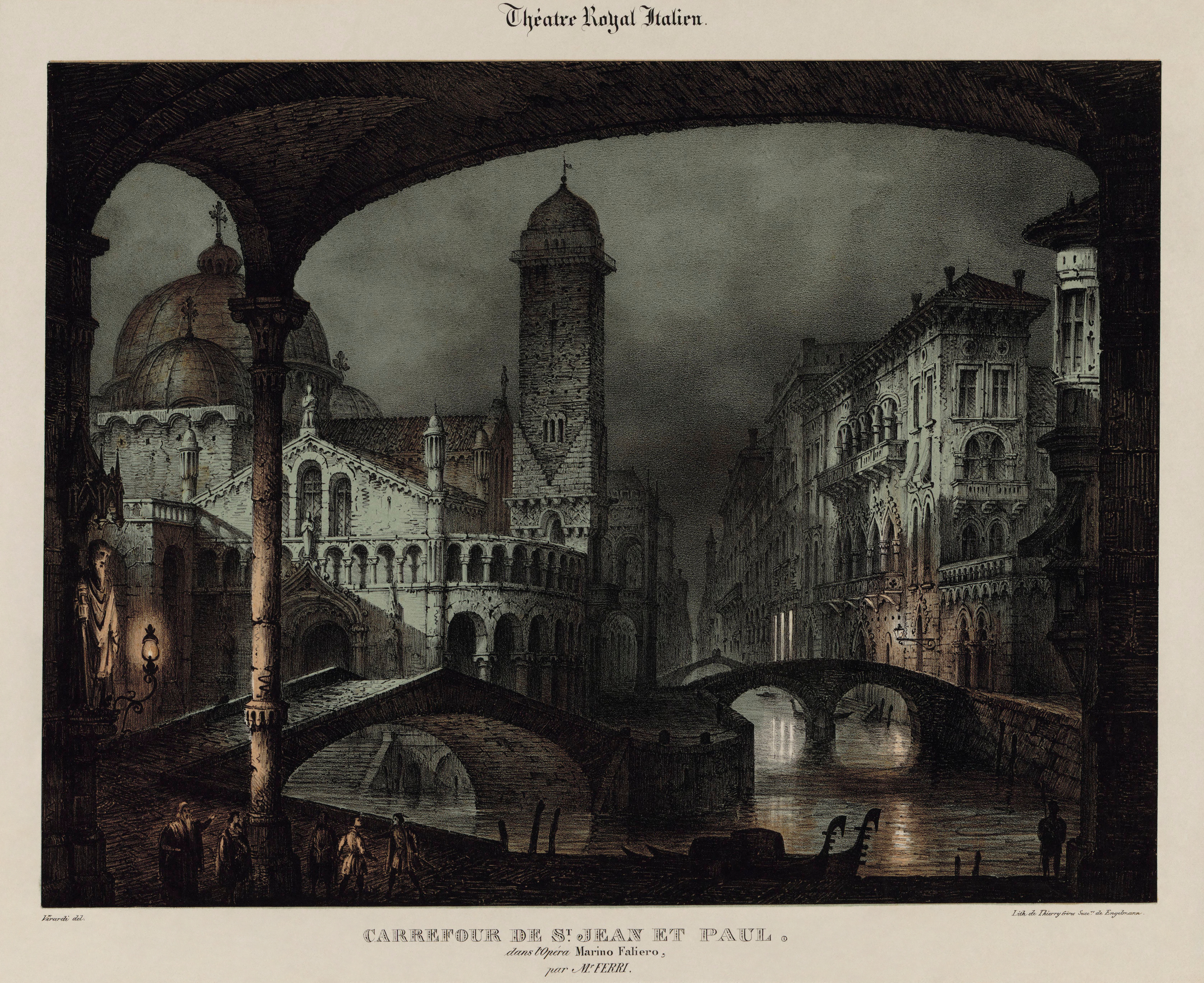
Acte II en 1835 pour la première

Tableau unique : Piazza di SS. Giovanni e Paolo. Il fait nuit.

Durée : environ 26 min
- Preludio, Coro e Ballata : Pendant que la clarinette murmure la chanson du gondolier, déjà entendue dans l’ouverture, la gondole qui s’avance porte les conjurés qui entonnent à voix basse un sombre chœur, en partie réutilisé dans Il campanello di notte : « Siamo figli della notte » (« Nous sommes les fils de la nuit »). Au loin, un gondolier passe et chante une innocente et célèbre barcarolle « Or che in ciel alta è la notte / senza stelle e senza luna » qui vante la sérénité de cette nuit « sans étoiles et sans lune » et se conclut : « Dormi, o bella, mentre io canto / La canzone del piacer. » (« Dors, ô belle ! tandis que je chante / la chanson du plaisir. ») Les conjurés reprennent alors le chœur introductif.
- Scena ed Aria : Entre Fernando qui frémit au son des voix qu’il entend au loin et, étreint par un sombre pressentiment, se demande si ce sont ses ancêtres qui l'appellent. Il leur promet de mourir dignement mais s’attriste à la pensée que sa bien-aimée reste seule et « parmi des soupçons funestes. » (« fra sospetti funesti ») Le motif de sa cavatine est suggéré par un violoncelle. Fernando imagine tristement Elena comptant les heures avec angoisse. Qu’elle sache au moins qu’il est heureux de mourir pour elle. Une horloge sonne trois heures : c'est l’heure fatale du duel. L’orchestre s’anime et attaque une phrase en crescendo traduisant le changement qui s’opère en Fernando chez qui la douleur cède la place à l’indignation.  Le fier motif de la cabalette retentit à l’orchestre. Fernando dit sa détermination à faire payer à Steno ses infamies : « Questa è l'ora. Una mano di fuoco / Par che il core m'afferri e che m'arda ». Cette cabalette, fort difficile, est rarement donnée dans son intégralité ; lorsqu'elle l'est, c'est fréquemment la cavatine qui est coupée.
- Scena ed Aria-Finale II :
  - Scena e Cavatina (49 mesures) : Les conjurés, Pietro, Strozzi et Beltrame accueillent Israele qui arrive en gondole, mais s’inquiètent du personnage qui est avec lui. Israele a beau leur dire qu’il est un défenseur de la plèbe, ils lui trouvent un air de patricien. Le sculpteur Beltrame sort une lanterne sourde de sous son manteau et reconnaît le doge. Tous mettent la main à leur poignard mais Israele les arrête tandis que le doge chante un grand air impressionnant commençant par une magnifique et digne cavatine : « Bello ardir di congiurati / contro un veglio, cento armati ! » (« Quelle belle hardiesse de conjurés, / cent hommes en armes contre un vieillard ! »). Le thème de l'air est repris par le chœur stupéfait et Faliero explique qu'il n'est plus ici comme doge : « Sol Faliero vedete in me. »
  - Scena (« Tempo di mezzo ») (136 mesures) : Entre la cavatine et la cabalette s'intercale un très long et remarquable tempo di mezzo, cette expression désignant le récitatif plus ou moins accompagné à l'orchestre qui intervient entre les deux parties d'un air. Sur une musique agitée, les conjurés se ressaisissent et se rassemblent. Dans un roulement de timbales, Israele veut leur faire jurer « Mort aux Dix ! » mais la musique s’assombrit, on entend un bruit d’épées croisées et un cri. L’orchestre attaque un crescendo, les conjurés aperçoivent des ombres qui s’enfuient laissant une silhouette allongée à terre : c'est celle de Fernando, blessé à mort. Au son d’une douce marche funèbre, le chœur fait de la lumière et éclaire son visage tandis que Faliero se précipite et l’embrasse en s'écriant : « Ah ! mio figlio… ». Fernando a la force de lui dire qu’il voulait le venger et lui donne un voile pour qu’on en recouvre son visage[16], puis dans un ultime effort, s’écrie « Venge ton épouse / car je meurs. » (« Vendica tua consorte... / Ch'io moro ») Fernando s’effondre, tandis que l’orchestre martèle de notes rebattues les commentaires désolés du chœur. Comme égaré, le doge s'écrie : « – Où suis-je ?  qui pleure ici ?…/ Mon neveu ?  où est-il ?  / – Il est mort. / – Vous, qui êtes vous ?  Pourquoi pleurez-vous ? / Et Fernando ? où est-il ? » (« Ove son ? – Chi piange qui ?... / Mio nipote ?... Ov'è ? Morì ?... / Voi chi siete ? – Che piangete ? / E Fernando ? Ov'è ? ») Les conjurés répondent tout doucement : « Il est mort. » (« Morì ! ») Quatre mesures de l’orchestre, ponctuent cette triste constatation.
  - Cabaletta (80 mesures) : Faliero chante alors sa grande cabalette finale moderato : « Fosca notte, notte orrenda » (« Sombre nuit, horrible nuit »). Le doge crie sa révolte et sa haine avec une rare violence. Ce passage a fréquemment valu à l'opéra des démêlés avec la censure ce qui a pour conséquence qu'il existe de nombreuses variantes des paroles. Fait exceptionnel, le da capo, qui doit en principe reprendre strictement le texte de la cabalette, comporte un nouveau texte dans lequel le doge va jusqu'à décrire Venise comme « un écueil de pirates » et la maudire (« No un’ alba non un’ora / Più rimanga ai scellerati ! / Questo scoglio di pirati / Ferro e fuoco struggerà ! / Vibra, uccidi, ô brando usato, / Sia Venezia maledetta ! »). Le chœur épouse les sentiments du doge et répète certains de ses vers.

### Acte III
Durée : environ 45 min

#### Premier tableau
Les appartements du Doge

Durée : environ 20 min
- Coro : L’orchestre prélude délicatement puis finit par donner le gracieux motif du chœur des damigelle, c'est-à-dire les suivantes de la dogaresse. Elles commentent l’aspect ténébreux de la nuit en souhaitant qu’aucune triste pensée n’éveille Elena.
- Scena ed Aria :
  - Scena : Elena s’éveille justement au milieu d'un « songe terrible » (« terribile sogno ») qu’elle veut chasser de son esprit. Son mari entre et s’émeut de voir son épouse en train de veiller pour l’attendre. Elle remarque que sa main est glacée mais il rétorque : « Et mon cœur est de feu. » (« E il core è foco. ») Elle sent qu’il lui cache quelque « orribile pensiero », mais le doge élude en parlant de devoir. Elena lui demande pourquoi ses amis et jusqu'à Fernando l’ont abandonné. Le doge lui avoue alors la mort de son neveu. Elena déclare qu’il est mort pour elle et constate : « Le soleil qui se lève et moi / ne verrons donc qu’un sépulcre. » (« Il sol che sorge ed io / Non vedrem che un sepolcro ! ») Faliero répond : « Et mille encore / En apercevra l’aurore » (« E mille ancora / Ne scorgerà l'aurora ») et il annonce que les membres du Conseil des Dix vont être assassinés et avec eux tous les patriciens. L’orchestre s’anime, soulignant la terreur d'Elena. L’aube annonce le signal, le doge doit prendre les armes. Leoni entre et annonce le soulèvement du peuple ; les Dix, explique-t-il, demandent la présence du doge. « Or di Venezia, il re son io », triomphe Faliero qui tire l’épée et se déclare chef de la conjuration. Mais, sur un appel de Leoni, entrent les Signori della Notte [18] et des hommes en armes et le doge comprend qu’il a été trahi. Leoni annonce que ses complices sont en prison et que lui-même vient d’avouer. Faliero déclare froidement : « C’est bien. Je suis prêt. » (« Sta ben. Pronto son io. ») Elena veut les retenir mais il lui dit adieu.
  - Aria : L’orchestre commente le désespoir qui saisit la malheureuse Elena. Dans un vigoureux arioso, elle pleure sa solitude et se dit « lacérée par [ses] remords » (« dai rimorsi lacerata »). L’arioso s'apaise tandis que le chant mélancolique de la flûte le domine. La clarinette soupire à peine pour suggérer un changement d’atmosphère. La flûte propose le motif de la première partie de l’aria, une belle et célèbre prière, sommet musical de l'acte III : « Dio clemente, ahi ! Mi perdona. » Irene cherche à calmer sa douleur mais le désespoir d’Elena reprend flamme, et à tel point que le chœur des suivantes remarque : « L’infelice è disperata ! » (« La malheureuse est désespérée ! »). L’orchestre attaque une montée dramatique. Elena, éperdue,  s’écrie : « Fernando !… Faliero ! » et entame sa cabalette : « Fra due tombe, fra due spettri / I miei giorni passeranno… » (« Entre deux tombes, entre deux spectres, mes jours passeront... »), relativement peu ornée de vocalises.

#### Second tableau
La Salle du Conseil des Dix

Leoni et Beltrame sont du côté des Dix ; les conjurés sont enchaînés, parmi eux, se trouvent Guido, Pietro, Israele et ses fils Marco, Arrigo et Giovanni.

Durée : environ 25 min
- Coro : Après trois accords dramatiques de l'orchestre, Leoni annonce : « Le traître Faliero / Est déjà en votre pouvoir. » (« Il traditor Faliero / Già in poter vostro sta. ») Des trompettes introduisent le chœur des Dix, rigide et strict, qui contraste avec le chœur des conjurés qui commence aussitôt après, qui maudissent leur patrie sur un thème fluide et profond : « Sois maudite, ô terre, séjour de cruauté, / sous le sol, nous te haïrons encore. »
- Scena ed Aria :
  - Scena : Dans un arioso animé, Israele demande dignement la vie pour ses fils valeureux, laissant Dieu juger « les esclaves, les ingrats » au « front prostré à terre », et il accuse Beltrame qui a trahi les conjurés, comme l'avaient laissé pressentir les propos sinistres d'Israele à son sujet à l'acte I. On annonce le doge, introduit par une phrase très grave de l’orchestre. Faliero interpelle les Dix : « Qui êtes-vous ?  Quelle loi, / vous donne le droit / de juger le doge ? » (« Chi siete voi ?... Qual legge ?... / A voi chi diede il dritto / Di giudicare il doge ? »). Leoni répond : « Ton crime, / À présent, disculpe-toi. » (« Il tuo delitto. / Or ti discolpa. ») Mais Faliero répond : « Toute disculpation est vaine / Là ou une puissance tyrannique / Fait les lois, accuse, juge et condamne. » (« Ogni discolpa è vana, / Ove forza tiranna / Fa leggi, accusa, giudica e condanna. ») C'est quand Israele et les conjurés l'ovationnent qu'il les découvre. Israele s’adresse à lui en l'appelant : « Ô mon prince ! » (« Oh, mio prence ! ») Lorsque Leoni s’écrie : « A mort, les vils » (« I vili a morte »), Israele donne libre cours à son ressentiment : « Noi, vili ?… noi, vili ! »
  - Aria : La première partie larghetto de son aria est émouvante : « Siamo vili e fummo prodi » (« Nous sommes vils et nous fûmes preux / lorsqu’à Zara, lorsqu’à Rhodes... »). Le doge, très ému, intervient : « Ah, Israele, un giorno in Zara / Ti abbracciai fulmin di guerra. » (« Ah ! Israele, un jour à Zara, / Je t’embrassai, foudre de guerre. ») Israele poursuit : « Per te gemo, o prence amato, / Non per me, non per i figli ; / Delle tigri insanguinate / Io ti spinsi infra gli artigli... » (« Pour toi, je gémis, ô prince aimé, / Non pas pour moi, pas pour mes fils / C’est moi qui t’ai poussé dans les griffes / Des tigres ensanglantés… ») Les membres du Conseil s’écrient : « Alla morte ! »(« A mort ! »). Israele demande seulement de pouvoir dire adieu à ses fils : « Un’addio, e a morte andrò ».
- Scena e Cabalette :
  - Scena : Israele se ressaisit et tente de rasséréner ses fils : « Non si dica che un mio figlio / Una lagrima versò. » (« Qu’il ne soit pas dit que l’un de mes fils / Ait versé une larme. ») Les trois fils l’assurent qu’ils lui ressembleront. Israele dit adieu à Faliero et découvre sur sa propre joue : « Una lagrima importuna ». L’atmosphère reste suspendue sur un accord de flûte puis un roulement de timbale prépare la déclaration du chœur des Dix : « Si eseguisca la condanna. » (« Qu’on exécute la sentence. »)
  - Cabalette : À peine les Dix ont-ils prononcé que s'élève, triomphant, le thème introduit à la flûte de la cabalette moderato d’Israele : « Il palco è a noi trionfo » (« L’échafaud est pour nous un triomphe »). En conclusion, Israele domine d'un bel aigu final tenu les « A morte ! » rageurs des Dix.
- Scena e Duetto : Seul avec le Conseil des Dix et Faliero, Leoni lit la sentence du doge, convaincu de félonie et donc condamné à mort. Faliero jette violemment à terre la couronne ducale : « La voilà à terre symbole détesté d’infamie : je te piétine. » (« A terra, a terra, abominata insegna / D'infamia: io ti calpesto. ») Il congédie les Dix qui sortent. Elena survient. Les violoncelles donnent le ton du changement d‘atmosphère et d’état d’esprit qui s’opère. C’est une joie pour lui de serrer contre son cœur cette « consolatrice de [ses] souffrances » (« de' miei mali consolatrice »). Elena s’étonne du calme de Faliero mais il répond que : « Colères et emportements ont leur fin. » (« Hanno gli sdegni e l'ire il lor confine. ») Il souhaite que ses richesses aillent aux enfants et aux veuves des condamnés. Elena veut y ajouter les siens, et, répondant à l’étonnement de Faliero, elle déclare ne conserver qu’« un vœu et un voile » (« Un voto ed una benda »). Marino demande qu’une tombe unique enferme Fernando et lui, et que leur visage soit recouvert de ce voile. À ces paroles, il voit Elena pâlir. Les cordes hésitent, elle demande un châtiment. Faliero s’écrie et répète, consterné, incrédule : « Tu mancavi a me di fe ? » (« Tu as manqué à la foi que tu m’avais jurée ? »). L’orchestre entame une poignante mélodie soulignant la douleur de Faliero, qui ne peut croire Elena coupable. Lorsqu’il demande : « Et qui osa… », elle répond qu’il n’est plus... Les mots s’étranglent alors dans la gorge du malheureux Faliero : « Ferna… che orror ! »  Il la repousse en la maudissant mais elle l’interrompt et le supplie tandis que les violons exacerbent son désespoir. Enfin, Marino Faliero se ravise, les cors apaisent l’atmosphère et commence alors le sommet de la partition, un magnifique duetto larghetto : « Santa voce al cuor mi suona » (  (« Une voix sainte résonne à mon cœur ») auquel Elena ajoute sa prière : « Giusto Dio a lui tu dona / Il perdon... » (« Dieu Juste, donne-lui / Le pardon... »).
- Scena finale : L’orchestre reprend le motif dramatique de l’aveu d’Elena, tandis que le chœur des Signori della notte vient chercher Faliero. Les adieux se précipitent, leur voix s’unissent encore un instant, il sort tandis qu'Elena s’écrie : « Oui, ici-bas tout est fini. / même les larmes sont taries… » (« Quaggiù tutto è finito. Anche il pianto è inaridito... ») Un motif tourmenté agite les cordes au moment où une voix dit à Faliero de se recommander son âme à Dieu. Le silence se fait. Elena dit : « Tout s’est tu. Un prêtre / Prie pour lui et le console / Il a dit un mot… / Fut-il pour moi ?… » (« Tutto tacque ? / Il sacerdote / Per lui prega e lo consola... / Egli ha detto una parola... / Fu per me ? »). Un roulement de tambour annonce le moment de l'exécution. Elena perd connaissance tandis que le chœur lugubre du Conseil des Dix s'élève au-dehors : « S'apra alla gente ; / Vegga il fin del traditor. » (« Que l’on ouvre à la population ; / Qu'elle voie la fin du traître. ») L’orchestre fait entendre deux longs accords fortissimo, suivi d’un troisième, plus bref, et enfin des deux accords plaqués habituels. Pour la troisième fois dans Marino Faliero Donizetti rompt avec la convention qui voulait qu'un opéra se termine avec un grand air de la prima donna. Les exceptions étaient rares : dans Torquato Tasso, la prima donna mourant au deuxième acte, le baryton se retrouvait seul au troisième acte ; dans Lucia di Lammermoor, l'ordre canonique était inversé puisque le grand air du ténor suivait la scène de folie de la soprano. Donizetti essaya d'éliminer complètement l'air de soprano final dans Lucrezia Borgia mais Henriette Méric-Lalande insista pour qu'il soit rétabli. Il le supprima l'année suivante dans Rosmonda d'Inghilterra qui fut un échec, et persévéra dans Marino Faliero, avec le succès que l'on sait. Saverio Mercadante poursuivit dans la même voie avec Il giuramento en 1837, portant le coup de grâce à une convention tenace de l'opéra italien.

## Productions notables
| Dates              | Distribution (Elena, Fernando, Israele, Faliero)                  | Chef d'orchestre, Orchestre et chœur                            | Lieu, Théâtre                               | Metteur en scène   |
| ------------------ | ----------------------------------------------------------------- | --------------------------------------------------------------- | ------------------------------------------- | ------------------ |
| 1966               | Margherita Roberti, Angelo Mori, Carlo Meliciani, Agostino Ferrin | Adolfo Camozzo                                                  | Bergame, Teatro Donizetti                   |                    |
| 1967               | Rae Wooland, David Parker, Paolo Silveri, George MacPherson       | Leslie Head, Opera Viva Orchestra and Chorus                    | Londres, Camden Festival                    |                    |
| Mars 1998          |                                                                   |                                                                 | Washington, D.C., Washington Opera Camerata |                    |
| 1999               | Mária Farkasréti, Tamás Albert, Attila Réti, Tamás Altorjay       | Tamás Pál                                                       | Szeged, Opéra de Szeged                     |                    |
| Janvier 2002       | Mariella Devia, Rockwell Blake, Roberto Servile, Michele Pertusi  | Ottavio Dantone                                                 | Parme, Teatro Regio                         | Daniele Abbado     |
| Avril-Mai 2002     | Angeles Blancas, Rockwell Blake, Chang Yong Liao, John Relyea     | Eve Queler, Opera Orchestra of New York, Dallas Symphony Chorus | New York, Carnegie Hall                     | version de concert |
| 20 et 22 juin 2003 | Mariella Devia, Rockwell Blake, Roberto Servile, Michele Pertusi  | Bruno Campanella                                                | Venise, Teatro Malibran                     | Daniele Abbado     |

## Discographie
| Année | Distribution (Elena, Fernando, Israele, Faliero, Gondolier)                           | Chef d'orchestre, Opéra et Orchestre                                | Label                  |
| ----- | ------------------------------------------------------------------------------------- | ------------------------------------------------------------------- | ---------------------- |
| 1976  | Marisa Galvany, Giuliano Ciannella, Licinio Montefusco, Cesare Siepi, Ernesto Gavazzi | Elio Boncompagni, Orchestre symphonique et chœur de la RAI de Milan | CD Audio : Bongiovanni |

### Sources
- (en) William Ashbrook, Donizetti and his Operas, Cambridge University Press, Cambridge and New York, 1982
- (fr) Yonel Buldrini, Marino Faliero, Forumopera.com, novembre 2002
- (fr) Placido Carrerotti, Laisse les gondoles à Venise, Forum Opéra, juin 2003
- (en) Tom Kaufman, Donizetti: Marino Faliero, Opera Today, 31 mai 2006
- (en) Anthony Tommasini, [https://query.nytimes.com/gst/fullpage.html?res=9A07E2D8153EF935A15757C0A9649C8B63 A Neglected Donizetti With A Heroic Doge], The New York Times, 26 avril 2002